# Relations entre le Brésil et l'Éthiopie
Les relations entre le Brésil et l'Éthiopie sont les relations diplomatiques entre la république fédérative du Brésil et la république démocratique fédérale d'Éthiopie.

## Histoire
Les relations diplomatiques entre le Brésil et l'Éthiopie ont été établies en 1951.